# Errazurizia rotundata
Errazurizia rotundata är en ärtväxtart som först beskrevs av Elmer Ottis Wooton, och fick sitt nu gällande namn av Rupert Charles Barneby. Errazurizia rotundata ingår i släktet Errazurizia och familjen ärtväxter. Inga underarter finns listade i Catalogue of Life.